# Clark Gillies
Clark "Jethro" Gillies (7. dubna 1954 – 21. ledna 2022) byl kanadský hokejový útočník. Byl součástí slavné generace týmu NHL New York Islanders, která začátkem osmdesátých let vybojovala čtyřikrát Stanley Cup.

## Hráčská kariéra
Jako junior hrával za Regina Pats ve Western Hockey League, kde si vysloužil pověst tvrdého a houževnatého hráče, když ve 201 utkáních za tři roky nasbíral 570 trestných minut. V roce 1974 byl draftován jak New York Islanders do National Hockey League (z celkově 4. místa), tak i týmem Edmonton Oilers do WHA. Smlouvu podepsal s New York Islanders. Rovněž v NHL od počátku potvrzoval svou tvrdost. Byl však také dobrým bruslařem s kvalitní střelou. V letech 1975 až 1979 ve čtyřech po sobě jdoucích sezónách zaznamenal přes 30 gólů. V polovině sezóny 1976/1977 byl jmenován kapitánem týmu a v této funkci vydržel dva roky. Příliš se však neosvědčil, týmu se nedařilo zejména v play-off. Po sezóně 1978/1979 tak přenechal post kapitána Denisi Potvinovi. Více se vžil do role ochránce klíčových hráčů týmu a byl s Mikem Bossym a Bryanem Trottierem součástí hvězdného útoku Islanders zvaného "Trio Grande". Pomohl vybojovat čtyři Stanley Cupy v řadě. Od sezóny 1982/1983 jeho produktivita klesala, poslední dvě sezóny odehrál s nevelkým úspěchem v Buffalo Sabres. Aktivní kariéru ukončil v roce 1988.

## Úspěchy a ocenění
Týmové
- čtyřikrát vítězství ve Stanley Cupu – 1980, 1981, 1982, 1983
- finále Kanadského poháru 1981

Individuální
- člen prvního All-Star Týmu NHL – 1977/1978 a 1978/1979
- jeho číslo #9 bylo v roce 1996 v New York Islanders vyřazeno
- člen Hokejové síně slávy od roku 2002

## Prvenství
- Debut v NHL – 9. října 1974 (Montreal Canadiens proti New York Islanders)
- První asistence v NHL – 9. října 1974 (Montreal Canadiens proti New York Islanders)
- První gól v NHL – 26. října 1974 (New York Islanders proti Minnesota North Stars, kanadskému brankáři Fern Rivard)
- První hattrick v NHL – 19. listopadu 1976 (Vancouver Canucks proti New York Islanders)

## Klubová statistika
| Sezóna       | Klub               | Soutěž       |     | Základní část | Základní část | Základní část | Základní část | Základní část |    | Play off | Play off | Play off | Play off | Play off |
| Sezóna       | Klub               | Soutěž       | Z   | G             | A             | B             | TM            | Z             | G  | A        | B        | TM       |          |          |
| 1971–72      | Regina Pats        | WCHL         | 68  | 31            | 48            | 79            | 199           | 15            | 5  | 10       | 15       | 49       |          |          |
| 1972–73      | Regina Pats        | WCHL         | 68  | 40            | 52            | 92            | 192           | 4             | 0  | 3        | 3        | 34       |          |          |
| 1973–74      | Regina Pats        | WCHL         | 65  | 46            | 66            | 112           | 179           | 16            | 9  | 8        | 17       | 32       |          |          |
| 1973–74      | Regina Pats        | M-Cup        | —   | —             | —             | —             | —             | 3             | 1  | 3        | 4        | 19       |          |          |
| 1974–75      | New York Islanders | NHL          | 80  | 25            | 22            | 47            | 66            | 17            | 4  | 2        | 6        | 36       |          |          |
| 1975–76      | New York Islanders | NHL          | 80  | 34            | 27            | 61            | 96            | 13            | 2  | 4        | 6        | 16       |          |          |
| 1976–77      | New York Islanders | NHL          | 70  | 33            | 22            | 55            | 93            | 12            | 4  | 4        | 8        | 15       |          |          |
| 1977–78      | New York Islanders | NHL          | 80  | 35            | 50            | 85            | 76            | 7             | 2  | 0        | 2        | 15       |          |          |
| 1978–79      | New York Islanders | NHL          | 75  | 35            | 56            | 91            | 68            | 10            | 1  | 2        | 3        | 11       |          |          |
| 1979–80      | New York Islanders | NHL          | 73  | 19            | 35            | 54            | 49            | 21            | 6  | 10       | 16       | 63       |          |          |
| 1980–81      | New York Islanders | NHL          | 80  | 33            | 45            | 78            | 99            | 18            | 6  | 9        | 15       | 28       |          |          |
| 1981–82      | New York Islanders | NHL          | 79  | 38            | 39            | 77            | 75            | 19            | 8  | 6        | 14       | 34       |          |          |
| 1982–83      | New York Islanders | NHL          | 70  | 21            | 20            | 41            | 76            | 8             | 0  | 2        | 2        | 10       |          |          |
| 1983–84      | New York Islanders | NHL          | 76  | 12            | 16            | 28            | 65            | 21            | 12 | 7        | 19       | 19       |          |          |
| 1984–85      | New York Islanders | NHL          | 54  | 15            | 17            | 32            | 73            | 10            | 1  | 0        | 1        | 9        |          |          |
| 1985–86      | New York Islanders | NHL          | 55  | 4             | 10            | 14            | 55            | 3             | 1  | 0        | 1        | 6        |          |          |
| 1986–87      | Buffalo Sabres     | NHL          | 61  | 10            | 17            | 27            | 81            | —             | —  | —        | —        | —        |          |          |
| 1987–88      | Buffalo Sabres     | NHL          | 25  | 5             | 2             | 7             | 51            | 5             | 0  | 1        | 1        | 25       |          |          |
| Celkem v NHL | Celkem v NHL       | Celkem v NHL | 958 | 319           | 378           | 697           | 1,023         | 164           | 47 | 47       | 94       | 287      |          |          |

## Reprezentace
| Rok                       | Tým                       | Soutěž                    | Z | G | A | B | TM |
| ------------------------- | ------------------------- | ------------------------- | - | - | - | - | -- |
| 1981                      | Kanada                    | KP                        | 7 | 2 | 5 | 7 | 8  |
| Seniorská kariéra celkově | Seniorská kariéra celkově | Seniorská kariéra celkově | 7 | 2 | 5 | 7 | 8  |